# Tartarocreagris intermedia
Espèce
Tartarocreagris intermedia est une espèce de pseudoscorpions de la famille des Neobisiidae.

## Distribution
Cette espèce est endémique du Texas aux États-Unis. Elle se rencontre dans le comté de Travis dans la grotte Airman's Cave.

## Description
Le mâle holotype mesure 3,23 mm et le mâle paratype 3,51 mm.

## Publication originale
- Muchmore, 1992 : Cavernicolous pseudoscorpions from Texas and New Mexico (Arachnida: Pseudoscorpionida). Texas Memorial Musuem, Speleological Monographs, no 3, p. 127-153.